# Asian Le Mans Series 2023-2024
Navigation
Édition précédente Édition suivante
La saison 2023-2024 des Asian Le Mans Series est la douzième saison de ce championnat.
Pour les LMP2 et les GT3, une invitation sera distribuée au champion de chaque catégorie.

## Calendrier
Le 9 juin 2023, l'Asian Le Mans Series a annoncé le calendrier du championnat 2023-2024.
| N° | Date            | Course                    | Circuit                         | Lieu      | Pays                |
| -- | --------------- | ------------------------- | ------------------------------- | --------- | ------------------- |
| 1  | 2 décembre 2023 | 4 Heures de Sepang 2023   | Circuit international de Sepang | Selangor  | Malaisie            |
| 2  | 3 décembre 2023 | 4 Heures de Sepang 2023   | Circuit international de Sepang | Selangor  | Malaisie            |
| 3  | 4 février 2024  | 4 Heures de Dubaï 2024    | Dubaï Autodrome                 | Dubaï     | Émirats arabes unis |
| 4  | 10 février 2024 | 4 Heures d'Abou Dabi 2024 | Circuit Yas Marina              | Abou Dabi | Émirats arabes unis |
| 5  | 11 février 2024 | 4 Heures d'Abou Dabi 2024 | Circuit Yas Marina              | Abou Dabi | Émirats arabes unis |

## Engagés

### LMP2

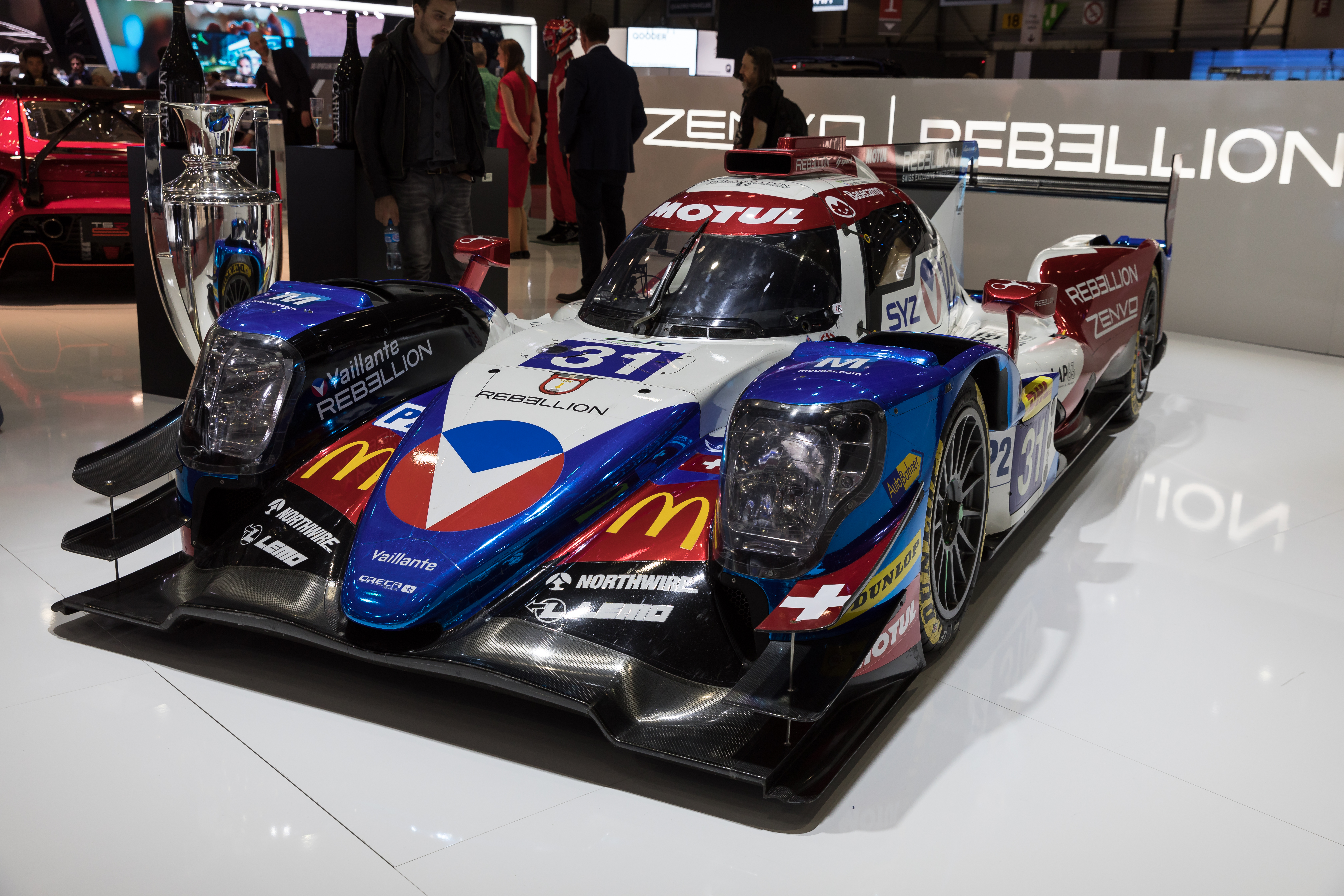
Oreca 07

La classe LMP2 est composée de voitures répondant à la réglementation LMP2 mise en place par l'ACO et la FIA pour le championnat du monde d'endurance FIA, c'est-à-dire un châssis Dallara, Ligier, Oreca ou Riley Technologies.
Toutes les voitures utilisent un moteur Gibson GK428 4,2 l V8 atmosphérique.
Les pneus Michelin sont utilisés par toutes les voitures.
Il n'y a pas de BOP (Balance de performance (en)) dans cette catégorie.
| No. | Pays                           | Écurie                     | Voiture           | Pilotes                     | Pilotes                   | Pilotes                            |
| --- | ------------------------------ | -------------------------- | ----------------- | --------------------------- | ------------------------- | ---------------------------------- |
| 3   |                                | DKR Engineering            | Oreca 07 - Gibson | Tom Dillmann (Toutes)       | Laurents Hörr (Toutes)    | Alexander Mattschull (de) (Toutes) |
| 4   |                                | CrowdStrike Racing par APR | Oreca 07 - Gibson | Colin Braun (Toutes)        | Malthe Jakobsen (Toutes)  | George Kurtz (Toutes)              |
| 22  |                                | Proton Competition         | Oreca 07 - Gibson | Julien Andlauer (Toutes)    | René Binder (Toutes)      | Giorgio Roda (Toutes)              |
| 24  |                                | Nielsen Racing             | Oreca 07 - Gibson | Alex García (en) (Toutes)   | Ian Loggie (en) (Toutes)  | Ferdinand Habsburg (1-2, 4-5)      |
| 24  | Will Stevens (3)               | Nielsen Racing             | Oreca 07 - Gibson |                             |                           |                                    |
| 25  |                                | Algarve Pro Racing         | Oreca 07 - Gibson | Chris McMurry (Toutes)      | Toby Sowery (en) (Toutes) | Freddie Tomlinson (Toutes)         |
| 30  |                                | Duqueine Team              | Oreca 07 - Gibson | Carl Bennett (Toutes)       | John Falb (Toutes)        | Oliver Rasmussen (1-3)             |
| 30  | Jean-Baptiste Simmenauer (4-5) | Duqueine Team              | Oreca 07 - Gibson |                             |                           |                                    |
| 34  |                                | Nielsen Racing             | Oreca 07 - Gibson | Matt Bell (3-5)             | Blake McDonald (3-5)      | Patrick Liddy (3-5)                |
| 44  |                                | ARC Bratislava             | Oreca 07 - Gibson | Mathias Beche (Toutes)      | Miro Konôpka (Toutes)     | Jonas Ried (Toutes)                |
| 47  |                                | Cool Racing                | Oreca 07 - Gibson | Alexandre Coigny (3-5)      | Lorenzo Fluxá (3-5)       | Vladislav Lomko (3-5)              |
| 55  |                                | Proton Competition         | Oreca 07 - Gibson | Paul-Loup Chatin (Toutes)   | P. J. Hyett (en) (Toutes) | Harry Tincknell (Toutes)           |
| 83  |                                | AF Corse                   | Oreca 07 - Gibson | François Perrodo (Toutes)   | Alessio Rovera (Toutes)   | Matthieu Vaxiviere (Toutes)        |
| 90  |                                | TF Sport                   | Oreca 07 - Gibson | Michael Dinan (en) (Toutes) | Charlie Eastwood (Toutes) | Salih Yoluç (Toutes)               |
| 99  |                                | 99 Racing                  | Oreca 07 - Gibson | Ahmad Al Harthy (Toutes)    | Louis Delétraz (Toutes)   | Nikita Mazepin (1-3)               |
| 99  | Filipe Albuquerque (4-5)       | 99 Racing                  | Oreca 07 - Gibson |                             |                           |                                    |

### LMP3

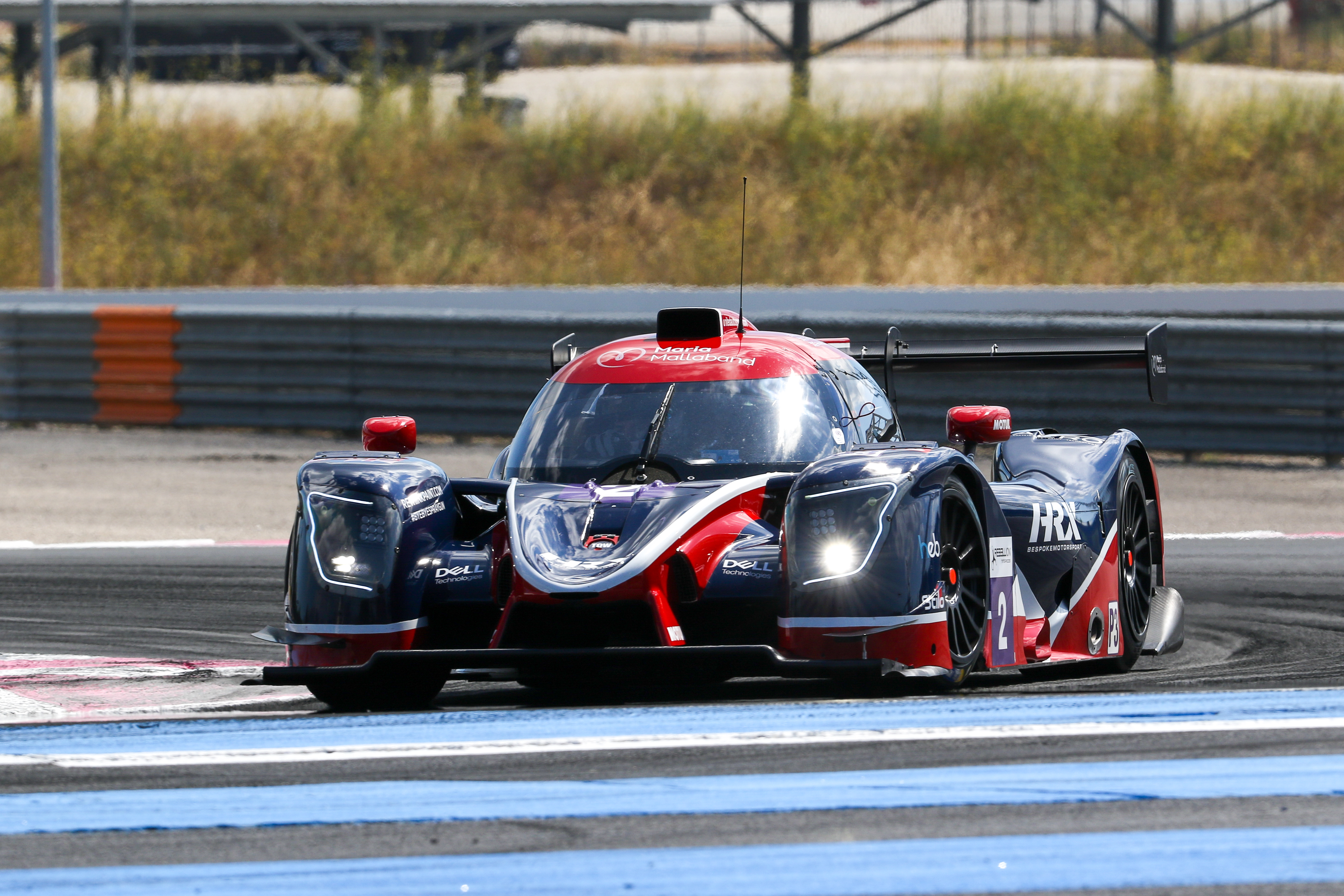
La Ligier JS P320 de l'écurie United Autosports

La classe LMP3 est composée de voitures répondant à la réglementation LMP3 mise en place en 2019 par l'ACO et la FIA, c'est-à-dire un châssis Duqueine Engineering, Ligier, Ginetta ou ADESS (en).
Toutes les voitures utilisent un moteur Nissan VK50VE 5,0 l V8 atmosphérique.
Le groupe motopropulseur (moteur, boite et électronique est fourni par Oreca.
Les pneus Michelin sont utilisés par toutes les voitures.
Il n'y a pas de balance de performance dans cette catégorie.
| No. | Pays | Écurie                 | Voiture                 | Pilotes                | Pilotes                       | Pilotes                |
| --- | ---- | ---------------------- | ----------------------- | ---------------------- | ----------------------------- | ---------------------- |
| 2   |      | CD Sport               | Ligier JS P320 - Nissan | Nick Adcock (1-3)      | Michael Jensen (1-3)          | Fabien Lavergne (1-3)  |
| 17  |      | Cool Racing            | Ligier JS P320 - Nissan | Alex Bukhantsov (1-3)  | James Winslow (1-3)           | Danial Frost (1-2)     |
| 20  |      | High Class Racing      | Ligier JS P320 - Nissan | Anders Fjordbach (1-3) | Auðunn Guðmundsson (en) (1-3) | Seth Lucas (1-3)       |
| 26  |      | Bretton Racing         | Ligier JS P320 - Nissan | Julien Gerbi (1-3)     | Mihnea Ștefan (en) (1-3)      | Dan Skocdopole (1-3)   |
| 58  |      | GG Classic Cars        | Ligier JS P320 - Nissan | George Nakas (3)       | Fraser Ross (3)               |                        |
| 65  |      | Viper Niza Racing (en) | Ligier JS P320 - Nissan | Dominic Ang (1-3)      | Douglas Khoo (en) (1-3)       | Josh Burdon (en) (1-2) |

### GT3
| No. | Pays                     | Écurie                       | Voiture                       | Pilotes                        | Pilotes                           | Pilotes                        |
| --- | ------------------------ | ---------------------------- | ----------------------------- | ------------------------------ | --------------------------------- | ------------------------------ |
| 7   |                          | Al Manar Racing par GetSpeed | Mercedes-AMG GT3 Evo          | Al Faisal Al Zubair (en) (1-3) | Fabian Schiller (en) (1-3)        | Martin Konrad (1-2)            |
| 7   | Anthony Liu (3)          | Al Manar Racing par GetSpeed | Mercedes-AMG GT3 Evo          |                                |                                   |                                |
| 8   |                          | EBM                          | Porsche 911 GT3 R (992)       | Bastian Buus (en) (1-3)        | Tanart Sathienthirakul (en) (1-3) | Johanes Satiawan Santoso (1-3) |
| 9   |                          | GetSpeed                     | Mercedes-AMG GT3 Evo          | Anthony Barthone (1-3)         | Aaron Walker (1-3)                | Steve Jans (1-2)               |
| 9   | Martin Konrad (3)        | GetSpeed                     | Mercedes-AMG GT3 Evo          |                                |                                   |                                |
| 11  |                          | Attempto Racing              | Audi R8 LMS GT3 Evo II        | Ilya Gorbatsky (1-3)           | Aleksi Nesov (1-3)                | Sergey Titarenko (1-3)         |
| 19  |                          | Leipert Motorsport (de)      | Lamborghini Huracán GT3 Evo 2 | Brendon Leitch (en) (1-3)      | Marco Mapelli (en) (1-3)          | Gabriele Rindone (1-3)         |
| 21  |                          | AF Corse                     | Ferrari 296 GT3               | François Hériau (1-3)          | Simon Mann (1-3)                  | Davide Rigon (1-3)             |
| 27  |                          | Optimum Motorsport           | McLaren 720S GT3              | Rob Bell (1-3)                 | Ollie Millroy (1-3)               | Mark Radcliffe (1-3)           |
| 33  |                          | Herberth Motorsport          | Porsche 911 GT3 R (992)       | Antares Au (1-3)               | Tim Heinemann (en) (1-3)          | Matteo Cairoli (1-2)           |
| 33  | Laurin Heinrich (en) (3) | Herberth Motorsport          | Porsche 911 GT3 R (992)       |                                |                                   |                                |
| 37  |                          | Craft-Bamboo Racing (en)     | Mercedes-AMG GT3 Evo          | Jules Gounon (1-2)             | Anthony Liu (1-2)                 | Jayden Ojeda (en) (1-2)        |
| 42  |                          | Saintéloc Racing             | Audi R8 LMS GT3 Evo II        | Christopher Haase (1-3)        | Gilles Magnus (en) (1-3)          | Alban Varutti (1-3)            |
| 43  |                          | Saintéloc Racing             | Audi R8 LMS GT3 Evo II        | Dennis Marschall (en) (1-3)    | Bihuang Zhou (1-3)                | Paul Evrard (1-2)              |
| 56  |                          | Project 1                    | BMW M4 GT3                    | Sean Gelael (1-3)              | Maxime Oosten (1-3)               | Huilin Han (1-3)               |
| 66  |                          | Attempto Racing              | Audi R8 LMS GT3 Evo II        | Alex Aka (en) (1-3)            | Andrey Mukovoz (1-3)              | Dylan Pereira (1-3)            |
| 69  |                          | Optimum Motorsport           | McLaren 720S GT3              | James Cottingham (1-3)         | Sam De Haan (1-3)                 | Tom Gamble (1-3)               |
| 75  |                          | Team Motopark                | Mercedes-AMG GT3 Evo          | Lukas Dunner (en) (1-3)        | Heiko Neumann (1-3)               | Morten Strømsted (1-3)         |
| 77  |                          | D'Station Racing             | Aston Martin Vantage AMR GT3  | Tomonobu Fujii (1-3)           | Satoshi Hoshino (1-3)             | Casper Stevenson (en) (1-3)    |
| 82  |                          | AF Corse                     | Ferrari 296 GT3               | Emmanuel Collard (1-3)         | Kei Cozzolino (1-3)               | Charles-Henri Samani (1-3)     |
| 84  |                          | EBM                          | Porsche 911 GT3 R (992)       | Earl Bamber (1-3)              | Adrian D'Silva (1-3)              | Kerong Li (1-3)                |
| 86  |                          | GR Racing                    | Ferrari 296 GT3               | Benjamin Barker (1-3)          | Riccardo Pera (1-3)               | Michael Wainwright (1-3)       |
| 88  |                          | Triple Eight (en)            | Mercedes-AMG GT3 Evo          | HH Prince Jefri Ibrahim (1-3)  | Luca Stolz (en) (1-3)             | Broc Feeney (en) (1-2)         |
| 88  | Jordan Love (en) (3)     | Triple Eight (en)            | Mercedes-AMG GT3 Evo          |                                |                                   |                                |
| 91  |                          | Pure Rxcing                  | Porsche 911 GT3 R (992)       | Klaus Bachler (1-3)            | Alex Malykhin (1-3)               | Joel Sturm (1-3)               |
| 93  |                          | Project 1                    | BMW M4 GT3                    | Christian Bogle (en) (1-3)     | Dan Harper (en) (1-3)             | Darren Leung (1-3)             |
| 95  |                          | TF Sport                     | Aston Martin Vantage AMR GT3  | Jonathan Adam (1-3)            | John Hartshorne (1-3)             | Ben Tuck (1-3)                 |
| 98  |                          | Dragon Racing                | Ferrari 296 GT3               | Rui Andrade (3)                | Nicola Marinangeli (3)            | Marco Pulcini (3)              |

## Résultats
Le gras indique le vainqueur du classement général de la course 
| Course | Circuit   | Écurie victorieuse LMP2                          | Écurie victorieuse LMP3                         | Écurie victorieuse GT                                      | Résultats |
| Course | Circuit   | Pilotes victorieux LMP2                          | Pilotes victorieux LMP3                         | Pilotes victorieux GT                                      | Résultats |
| ------ | --------- | ------------------------------------------------ | ----------------------------------------------- | ---------------------------------------------------------- | --------- |
| 1      | Sepang    | No.99 99 Racing                                  | No.17 Cool Racing                               | No.42 Saintéloc Racing                                     | Résultats |
| 1      | Sepang    | Ahmad Al Harthy Louis Delétraz Nikita Mazepin    | Alexander Bukhantsov Danial Frost James Winslow | Christopher Haase Gilles Magnus (en) Alban Varutti         | Résultats |
| 2      | Sepang    | No.4 CrowdStrike Racing by APR                   | No.2 CD Sport                                   | No.91 Pure Rxcing                                          | Résultats |
| 2      | Sepang    | George Kurtz Colin Braun Malthe Jakobsen         | Michael Jensen Nick Adcock Fabien Lavergne      | Alex Malykhin (en) Klaus Bachler Joel Sturm (nl)           | Résultats |
| 3      | Dubai     | No.99 99 Racing                                  | No.17 Cool Racing                               | No.91 Pure Rxcing                                          | Résultats |
| 3      | Dubai     | Ahmad Al Harthy Louis Delétraz Nikita Mazepin    | Alexander Bukhantsov James Winslow              | Alex Malykhin (en) Klaus Bachler Joel Sturm (nl)           | Résultats |
| 4      | Abu Dhabi | No.4 CrowdStrike Racing by APR                   | No.2 CD Sport                                   | Triple Eight                                               | Résultats |
| 4      | Abu Dhabi | George Kurtz Colin Braun Malthe Jakobsen         | Michael Jensen Nick Adcock Fabien Lavergne      | Prince Jefri Ibrahim (en) Jordan Love (en) Luca Stolz (en) | Résultats |
| 5      | Abu Dhabi | No.25 CrowdStrike Racing by APR                  | No.26 Bretton Racing                            | No.88 Triple Eight (en)                                    | Résultats |
| 5      | Abu Dhabi | Chris McMurry Toby Sowery (en) Freddie Tomlinson | Dan Skočdopole Julien Gerbi Mihnea Ștefan (en)  | Prince Jefri Ibrahim (en) Jordan Love (en) Luca Stolz (en) | Résultats |

## Classement

### Classements des pilotes

#### Attribution des points
Les points sont attribués selon la structure suivante :
| Position | 1st | 2nd | 3rd | 4th | 5th | 6th | 7th | 8th | 9th | 10th | Pole |
| Points   | 25  | 18  | 15  | 12  | 10  | 8   | 6   | 4   | 2   | 1    | 1    |

#### Classements des pilotes LMP3
| Pos. | Pilote               | Écurie            | SEP  | SEP  | DUB | ABU | ABU | Points |
| ---- | -------------------- | ----------------- | ---- | ---- | --- | --- | --- | ------ |
| 1    | Nick Adcock          | CD Sport          | 2    | 1    |     |     |     | 43     |
| 1    | Michael Jensen       | CD Sport          | 2    | 1    |     |     |     | 43     |
| 1    | Fabien Lavergne      | CD Sport          | 2    | 1    |     |     |     | 43     |
| 2    | Alexander Bukhantsov | Cool Racing       | 1    | 3    |     |     |     | 40     |
| 2    | Danial Frost         | Cool Racing       | 1    | 3    |     |     |     | 40     |
| 2    | James Winslow        | Cool Racing       | 1    | 3    |     |     |     | 40     |
| 3    | Julien Gerbi         | Bretton Racing    | 3    | 2    |     |     |     | 33     |
| 3    | Dan Skočdopole       | Bretton Racing    | 3    | 2    |     |     |     | 33     |
| 3    | Mihnea Stefan        | Bretton Racing    | 3    | 2    |     |     |     | 33     |
| 4    | Anders Fjordbach     | High Class Racing | 4    | Ret. |     |     |     | 14     |
| 4    | Auðunn Guðmundsson   | High Class Racing | 4    | Ret. |     |     |     | 14     |
| 4    | Seth Lucas           | High Class Racing | 4    | Ret. |     |     |     | 14     |
| 5    | Dominic Ang          | Viper Niza Racing | Ret. | Ret. |     |     |     | 0      |
| 5    | Josh Burdon          | Viper Niza Racing | Ret. | Ret. |     |     |     | 0      |
| 5    | Douglas Khoo         | Viper Niza Racing | Ret. | Ret. |     |     |     | 0      |

### Classements des écuries

#### Attribution des points
Les points sont attribués selon la structure suivante :
| Position | 1st | 2nd | 3rd | 4th | 5th | 6th | 7th | 8th | 9th | 10th | Pole |
| Points   | 25  | 18  | 15  | 12  | 10  | 8   | 6   | 4   | 2   | 1    | 1    |